# Urana Shire
Urana Shire var en kommun i Australien. Den låg i delstaten New South Wales, i den sydöstra delen av landet, omkring 470 kilometer väster om delstatshuvudstaden Sydney. 2014 var antalet invånare 1 157.
Kommunen upphörde den 12 maj 2016 då den slogs samman med Corowa Shire för att bilda det nya självstyresområdet Federation Council.
Urana Shire omfattade staden Urana samt samhällena Boree Creek, Morundah, Oaklands och Rand.